# Aresta (teoria dos grafos)

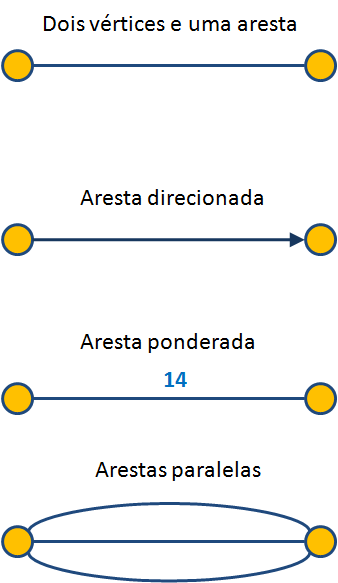
Tipos de arestas.

Em teoria dos grafos, uma  aresta junto com os vértices ou nodos formam as unidades fundamentais das quais os grafos são formados: um grafo não dirigido consiste de um conjunto de vértices e um conjunto de arestas (pares de vértices não ordenados), enquanto um digrafo é constituído por um conjunto de vértices e um conjunto de arcos (pares ordenados de vértices). As arestas são consideradas as uniões entre os vértices. Uma aresta é dita incidente aos elementos de um par de vértices que não são necessariamente distintos. Normalmente as arestas denotam as relações entre os vértices (vizinhanca, grau, herança, etc..)

## Tipos de arestas
Uma aresta pode ser não-direcionada ou direcionada. No segundo caso, o par de vértices é ordenado e o vértices são chamados vértice-inícial e vértice-final. Arestas com o mesmo vértice-inicial e o mesmo vértice final ( u, v ) são ditas paralelas.

## Relação de adjacência
As arestas de um grafo ou digrafo G=(V, E) induzem uma relação chamada de relação de adjacência. Portanto um vértice v é adjacente a um vértice w se e somente se v-w é uma aresta que pertence ao conjunto E.